# Сорокин, Алексей Владиславович
Алексе́й Владисла́вович Соро́кин (род. 13 апреля 2000, Барнаул) — российский шахматист, гроссмейстер (2021), тренер, мастер спорта России (2017). Первый и единственный гроссмейстер из Алтайского края.
Победитель чемпионата России до 21 года (2017), серебряный призёр финала Кубка России по рапиду (2018), бронзовый призёр финала Кубка России по классическим шахматам. Победитель (2022) и серебряный призёр открытого чемпионата США (2023). Победитель и призёр других турниров. На чемпионате Европы до 18 лет разделил 6-7 места, на чемпионате мира до 20 лет занял 6-е место.
Начал заниматься шахматами примерно в 8 лет в детском лагере и за 2 года стал КМС. Тренерами были Татьяна Цепенникова и Артур Габриелян.
Окончил 42-ю барнаульскую гимназию, после чего принял приглашение на учёбу в США. Учился в Техасском технологическом университете на факультете информатики.